# Erick Barrondo
Erick Barrondo (ur. 14 czerwca 1991 w San Cristóbal Verapaz) – gwatemalski lekkoatleta specjalizujący się w chodzie sportowym, srebrny medalista olimpijski.
W 2011 zajął dziesiątą lokatę w mistrzostwach świata oraz zwyciężył w igrzyskach panamerykańskich. Zdobył srebrny medal w chodzie na 20 kilometrów podczas igrzysk olimpijskich w Londynie (2012). Barrondo jest zdobywcą pierwszego olimpijskiego medalu dla Gwatemali. W 2013 został mistrzem igrzysk boliwaryjskich. Dwa lata później zdobył srebrny medal w chodzie na 50 kilometrów podczas igrzysk panamerykańskich w Toronto.
Na jego cześć przemianowano park rekreacyjno-sportowy La Democracia w stołecznym mieście Gwatemala (obecnie nosi nazwę Parque Erick Barrondo).

## Osiągnięcia
| Rok  | Impreza                                   | Miejsce        | Konkurencja   | Lokata      | Wynik   |
| ---- | ----------------------------------------- | -------------- | ------------- | ----------- | ------- |
| 2011 | Panamerykański puchar w chodzie sportowym | Envigado       | chód na 20 km | 2. miejsce  | 1:25:56 |
| 2011 | Mistrzostwa świata                        | Daegu          | chód na 20 km | 9. miejsce  | 1:22:08 |
| 2011 | Igrzyska panamerykańskie                  | Guadalajara    | chód na 20 km | 1. miejsce  | 1:21:51 |
| 2012 | Puchar świata w chodzie                   | Sarańsk        | chód na 20 km | –           | DQ      |
| 2012 | Igrzyska olimpijskie                      | Londyn         | chód na 20 km | 2. miejsce  | 1:18:57 |
| 2012 | Igrzyska olimpijskie                      | Londyn         | chód na 50 km | –           | DQ      |
| 2013 | Mistrzostwa świata                        | Moskwa         | chód na 20 km | –           | DQ      |
| 2013 | Igrzyska boliwaryjskie                    | Trujillo       | chód na 20 km | 1. miejsce  | 1:23:25 |
| 2014 | Igrzyska Ameryki Środkowej i Karaibów     | Xalapa         | chód na 50 km | 1. miejsce  | 3:49:40 |
| 2015 | Puchar panamerykański w chodzie sportowym | Arica          | chód na 20 km | 2. miejsce  | 1:21:25 |
| 2015 | Igrzyska panamerykańskie                  | Toronto        | chód na 20 km | –           | DQ      |
| 2015 | Igrzyska panamerykańskie                  | Toronto        | chód na 50 km | 2. miejsce  | 3:55:57 |
| 2015 | Mistrzostwa świata                        | Pekin          | chód na 50 km | –           | DQ      |
| 2016 | Igrzyska olimpijskie                      | Rio de Janeiro | chód na 20 km | 50. miejsce | 1:27:01 |
| 2017 | Mistrzostwa świata                        | Londyn         | chód na 20 km | 21. miejsce | 1:21:34 |
| 2019 | Mistrzostwa świata                        | Doha           | chód na 20 km | 12. miejsce | 1:30:40 |
| 2021 | Igrzyska olimpijskie                      | Tokio          | chód na 50 km | –           | DQ      |
| 2022 | Mistrzostwa świata                        | Eugene         | chód na 35 km | 30. miejsce | 2:35:01 |

## Rekordy życiowe
- Chód na 20 kilometrów – 1:18:25 (18 marca 2012, Lugano)
- chód na 35 kilometrów – 2:31:26 (23 kwietnia 2022, Dudince), rekord Gwatemali
- Chód na 50 kilometrów – 3:41:09 (23 marca 2013, Dudince) – rekord Ameryki Północnej